# Нижне-Паратунские источники
Нижне-Паратунские источники — термальные минеральные источники на Камчатке. Относятся к территории Елизовского района Камчатского края.
Расположены на территории посёлка Паратунка, у подножия левобережной надпойменной террасы и в полосе заболоченной поймы реки Паратунки.
До начала эксплуатации Нижне-Паратунского термального месторождения здесь было 4 группы источников на протяжении 450 м, в каждой из которых было от 5-6 до 12 сосредоточенных выходов термальных вод с температурами 34-45 °C. Воды источников — сульфатно-хлоридные натриево-кальциевые с общей минерализацией около 2 г/л. По минеральному составу нижне-паратунская вода аналогична водам курортов Дальнего Востока — Кульдура, Анненские Воды в Хабаровском крае, Талая в Магаданской области.
Скважинами глубокого бурения вскрыты воды с температурами до 92 °C.
С 1946 года на Паратунских термах действует санаторий, в том числе водогрязелечебница.